# Diadie Samassékou
Diadie Samassékou (Bamako, 11 januari 1996) is een Malinees voetballer die doorgaans speelt als middenvelder. In juli 2025 verliet hij 1899 Hoffenheim. Samassékou maakte in 2016 zijn debuut in het Malinees voetbalelftal.

## Clubcarrière
Samassékou speelde in de jeugdopleiding van Real Bamako. In 2015 kwam hij naar Oostenrijk, waar hij ging spelen voor FC Liefering, de dochterclub van Red Bull Salzburg. Na iets meer dan één seizoen maakte de Malinees de overstap naar Red Bull. Hier debuteerde de middenvelder op 30 juli 2016, toen met 1–1 gelijkgespeeld werd tegen Wolfsberger AC. Samassékou begon in de basis en werd door coach Óscar García twintig minuten na rust gewisseld ten faveure van Konrad Laimer. In augustus 2018 verlengde Samassékou zijn verbintenis in Salzburg tot en met het seizoen 2020/21.
Medio 2019 verkaste Samassékou voor een bedrag van circa veertien miljoen euro naar 1899 Hoffenheim. Deze club verhuurde hem in september 2022 aan Olympiakos. Tijdens de eerste helft van het seizoen 2023/24 speelde Samassékou één wedstrijd, waarna hij in de winterstop verhuurd werd aan Cádiz.

## Clubstatistieken
| Seizoen | Club              | Competitie       | Competitie | Competitie | Beker | Beker | Internationaal | Internationaal | Totaal | Totaal |
| Seizoen | Club              | Competitie       | Wed.       | Dlp.       | Wed.  | Dlp.  | Wed.           | Dlp.           | Wed.   | Dlp.   |
| ------- | ----------------- | ---------------- | ---------- | ---------- | ----- | ----- | -------------- | -------------- | ------ | ------ |
| 2015/16 | FC Liefering      | Erste Liga       | 25         | 0          | 0     | 0     | —              | —              | 25     | 0      |
| 2016/17 | FC Liefering      | Erste Liga       | 1          | 0          | 0     | 0     | —              | —              | 1      | 0      |
| 2016/17 | Red Bull Salzburg | Bundesliga       | 27         | 0          | 4     | 0     | 7              | 0              | 38     | 0      |
| 2017/18 | Red Bull Salzburg | Bundesliga       | 29         | 0          | 3     | 0     | 18             | 0              | 50     | 0      |
| 2018/19 | Red Bull Salzburg | Bundesliga       | 26         | 1          | 5     | 0     | 14             | 1              | 45     | 2      |
| 2019/20 | Red Bull Salzburg | Bundesliga       | 1          | 0          | 0     | 0     | 0              | 0              | 1      | 0      |
| 2019/20 | 1899 Hoffenheim   | Bundesliga       | 21         | 0          | 0     | 0     | —              | —              | 21     | 0      |
| 2020/21 | 1899 Hoffenheim   | Bundesliga       | 31         | 0          | 0     | 0     | 6              | 0              | 37     | 0      |
| 2021/22 | 1899 Hoffenheim   | Bundesliga       | 24         | 2          | 1     | 0     | —              | —              | 25     | 2      |
| 2022/23 | 1899 Hoffenheim   | Bundesliga       | 2          | 0          | 1     | 0     | —              | —              | 3      | 0      |
| 2022/23 | → Olympiakos      | Super League     | 20         | 2          | 5     | 0     | 0              | 0              | 25     | 2      |
| 2023/24 | 1899 Hoffenheim   | Bundesliga       | 1          | 0          | 0     | 0     | —              | —              | 1      | 0      |
| 2023/24 | → Cádiz           | Primera División | 4          | 0          | 0     | 0     | —              | —              | 4      | 0      |
| 2024/25 | 1899 Hoffenheim   | Bundesliga       | 8          | 0          | 1     | 0     | 1              | 0              | 10     | 0      |
| Totaal  | Totaal            | Totaal           | 220        | 5          | 20    | 0     | 46             | 1              | 286    | 6      |

Bijgewerkt op 3 juli 2025.

## Interlandcarrière
Samassékou maakte op 29 juni 2014 zijn debuut in het Malinees voetbalelftal, in een met 1–3 gewonnen oefeninterland in en tegen China. Hij kwam die dag in de 69e minuut in het veld als vervanger van Moussa Doumbia. Hij werd daarna ruim twee twee jaar niet meer opgeroepen, tot hij op 4 september 2016 van bondscoach Alain Giresse in de basis mocht beginnen in een met 5–2 gewonnen kwalificatiewedstrijd voor het Afrikaans kampioenschap 2017 tegen Benin. Samassékou maakte drie jaar later deel uit van de Malinese selectie voor het Afrikaans kampioenschap 2019, zijn eerste eindtoernooi.
| Interlands van Diadie Samassékou voor Mali | Interlands van Diadie Samassékou voor Mali | Interlands van Diadie Samassékou voor Mali | Interlands van Diadie Samassékou voor Mali | Interlands van Diadie Samassékou voor Mali | Interlands van Diadie Samassékou voor Mali | Interlands van Diadie Samassékou voor Mali |
| №                                          | Datum                                      | Wedstrijd                                  | Uitslag                                    | Competitie                                 | Goals                                      |                                            |
| Als speler bij Real Bamako                 | Als speler bij Real Bamako                 | Als speler bij Real Bamako                 | Als speler bij Real Bamako                 | Als speler bij Real Bamako                 | Als speler bij Real Bamako                 | Als speler bij Real Bamako                 |
| ------------------------------------------ | ------------------------------------------ | ------------------------------------------ | ------------------------------------------ | ------------------------------------------ | ------------------------------------------ | ------------------------------------------ |
| 1                                          | 29 juni 2014                               | China – Mali                               | 1 – 3                                      | Vriendschappelijk                          |                                            |                                            |
| Als speler bij Red Bull Salzburg           |                                            |                                            |                                            |                                            |                                            |                                            |
| 2                                          | 4 september 2016                           | Mali – Benin                               | 5 – 2                                      | AK 2017 kwalificatie                       |                                            |                                            |
| 3                                          | 8 oktober 2016                             | Ivoorkust – Mali                           | 3 – 1                                      | WK 2018 kwalificatie                       |                                            |                                            |
| 4                                          | 6 oktober 2017                             | Mali – Ivoorkust                           | 0 – 0                                      | WK 2018 kwalificatie                       |                                            |                                            |
| 5                                          | 11 november 2017                           | Gabon – Mali                               | 0 – 0                                      | WK 2018 kwalificatie                       |                                            |                                            |
| 6                                          | 9 september 2018                           | Zuid-Soedan – Mali                         | 0 – 3                                      | AK 2019 kwalificatie                       |                                            |                                            |
| 7                                          | 12 oktober 2018                            | Mali – Burundi                             | 0 – 0                                      | AK 2019 kwalificatie                       |                                            |                                            |
| 8                                          | 16 oktober 2018                            | Burundi – Mali                             | 1 – 1                                      | AK 2019 kwalificatie                       |                                            |                                            |
| 9                                          | 17 november 2018                           | Gabon – Mali                               | 0 – 1                                      | AK 2019 kwalificatie                       |                                            |                                            |
| 10                                         | 14 juni 2019                               | Kameroen – Mali                            | 1 – 1                                      | Vriendschappelijk                          |                                            |                                            |
| 11                                         | 16 juni 2019                               | Algerije – Mali                            | 3 – 2                                      | Vriendschappelijk                          |                                            |                                            |
| 12                                         | 24 juni 2019                               | Mali – Mauritanië                          | 4 – 1                                      | AK 2019                                    |                                            |                                            |
| 13                                         | 28 juni 2019                               | Tunesië – Mali                             | 1 – 1                                      | AK 2019                                    | 60'                                        |                                            |
| 14                                         | 8 juli 2019                                | Mali – Ivoorkust                           | 0 – 1                                      | AK 2019                                    |                                            |                                            |
| Als speler bij 1899 Hoffenheim             |                                            |                                            |                                            |                                            |                                            |                                            |
| 15                                         | 5 september 2019                           | Saoedi-Arabië – Mali                       | 1 – 1                                      | Vriendschappelijk                          |                                            |                                            |
| 16                                         | 14 november 2019                           | Mali – Guinee                              | 2 – 2                                      | AK 2021 kwalificatie                       |                                            |                                            |
| 17                                         | 17 november 2019                           | Tsjaad – Mali                              | 0 – 2                                      | AK 2021 kwalificatie                       |                                            |                                            |
| 18                                         | 13 november 2020                           | Mali – Namibië                             | 1 – 0                                      | AK 2021 kwalificatie                       |                                            |                                            |
| 19                                         | 24 maart 2021                              | Guinee – Mali                              | 1 – 0                                      | AK 2021 kwalificatie                       |                                            |                                            |
| 20                                         | 6 september 2021                           | Oeganda – Mali                             | 0 – 0                                      | WK 2022 kwalificatie                       |                                            |                                            |
| 21                                         | 10 oktober 2021                            | Kenia – Mali                               | 0 – 1                                      | WK 2022 kwalificatie                       |                                            |                                            |
| 22                                         | 11 november 2021                           | Rwanda – Mali                              | 0 – 3                                      | WK 2022 kwalificatie                       |                                            |                                            |
| 23                                         | 14 november 2021                           | Mali – Oeganda                             | 1 – 0                                      | WK 2022 kwalificatie                       |                                            |                                            |
| 24                                         | 12 januari 2022                            | Tunesië – Mali                             | 0 – 1                                      | AK 2021                                    |                                            |                                            |
| 25                                         | 16 januari 2022                            | Gambia – Mali                              | 1 – 1                                      | AK 2021                                    |                                            |                                            |
| 26                                         | 29 maart 2022                              | Tunesië – Mali                             | 0 – 0                                      | WK 2022 kwalificatie                       |                                            |                                            |
| 27                                         | 4 juni 2022                                | Mali – Congo-Brazzaville                   | 4 – 0                                      | AK 2023 kwalificatie                       |                                            |                                            |
| 28                                         | 9 juni 2022                                | Zuid-Soedan – Mali                         | 1 – 3                                      | AK 2023 kwalificatie                       |                                            |                                            |
| Als speler bij Olympiakos                  |                                            |                                            |                                            |                                            |                                            |                                            |
| 29                                         | 23 september 2022                          | Mali – Zambia                              | 1 – 0                                      | Vriendschappelijk                          |                                            |                                            |
| 30                                         | 26 september 2022                          | Mali – Zambia                              | 0 – 0                                      | Vriendschappelijk                          |                                            |                                            |
| 31                                         | 16 november 2022                           | Algerije – Mali                            | 1 – 1                                      | Vriendschappelijk                          |                                            |                                            |
| 32                                         | 24 maart 2023                              | Mali – Gambia                              | 2 – 0                                      | AK 2023 kwalificatie                       |                                            |                                            |
| 33                                         | 28 maart 2023                              | Gambia – Mali                              | 1 – 0                                      | AK 2023 kwalificatie                       |                                            |                                            |
| 34                                         | 18 juni 2023                               | Congo-Brazzaville – Mali                   | 0 – 2                                      | AK 2023 kwalificatie                       |                                            |                                            |
| Als speler bij 1899 Hoffenheim             |                                            |                                            |                                            |                                            |                                            |                                            |
| 35                                         | 8 september 2023                           | Mali – Zuid-Soedan                         | 4 – 0                                      | AK 2023 kwalificatie                       |                                            |                                            |
| 36                                         | 17 oktober 2023                            | Saoedi-Arabië – Mali                       | 1 – 3                                      | Vriendschappelijk                          |                                            |                                            |
| 37                                         | 6 januari 2024                             | Mali – Guinee-Bissau                       | 6 – 2                                      | Vriendschappelijk                          |                                            |                                            |
| 38                                         | 20 januari 2024                            | Tunesië – Mali                             | 1 – 1                                      | AK 2023                                    |                                            |                                            |
| 39                                         | 30 januari 2024                            | Mali – Burkina Faso                        | 2 – 1                                      | AK 2023                                    |                                            |                                            |
| 40                                         | 3 februari 2024                            | Ivoorkust – Mali                           | 2 – 1 n.v.                                 | AK 2023                                    |                                            |                                            |
| Als speler bij Cádiz                       |                                            |                                            |                                            |                                            |                                            |                                            |
| 41                                         | 22 maart 2023                              | Mali – Mauritanië                          | 2 – 0                                      | Vriendschappelijk                          |                                            |                                            |
| 42                                         | 26 maart 2024                              | Mali – Nigeria                             | 2 – 0                                      | Vriendschappelijk                          |                                            |                                            |
| 43                                         | 6 juni 2024                                | Mali – Ghana                               | 1 – 2                                      | WK 2026 kwalificatie                       |                                            |                                            |

Bijgewerkt op 3 juli 2025.

## Erelijst
| Bundesliga | 3 | 2016/17, 2017/18, 2018/19 |
| ÖFB-Cup    | 2 | 2016/17, 2018/19          |